# Аманда, Глуар
Глуа́р Аманда́ (англ. Gloire Amanda; род. 11 ноября 1998[…], Ньяругусу) — канадский футболист танзанийского происхождения, нападающий.

## Карьера
Аманда родился в лагере беженцев Ньяругусу в семье конголезцев. Его семья переехала в Эдмонтон, провинция Альберта, Канада, когда ему было 8 лет. Он играл в юношеских командах «Эдмонтон Экстрим», «Эдмонтон Интернационале» и в футбольной академии Сент-Николас, где тренировался вместе с Алфонсо Дейвисом. Затем присоединился к академии клуба «Эдмонтон», где провёл год. Проходил просмотр в академию клуба «Ванкувер Уайткэпс» в 2013 году, а в итоге попал туда в 2014 году.
31 марта 2017 года Аманда подписал контракт с «Уайткэпс 2», фарм-клубом «Ванкувер Уайткэпс» в USL. Он был включён в заявку первой команды «Ванкувер Уайткэпс» на первый матч полуфинала Первенства Канады 2017 против «Монреаль Импакт» 23 мая, но остался в запасе.
В 2018 году Аманда поступил в Университет штата Орегон и начал выступать за университетскую футбольную команду «Орегон Стейт Биверз». В Национальной ассоциации студенческого спорта сыграл 47 матчей, забил 25 мячей и отдал 10 результативных передач. 27 мая 2021 года Аманда удостоился «Херманн Трофи», высшей индивидуальной награды в студенческом футболе США.
В 2018 и 2019 годах также выступал в Премьер-лиге развития — Лиге два ЮСЛ за клуб «Лейн Юнайтед».
21 июня 2021 года Аманда подписал контракт с австрийским клубом «Аустрия Клагенфурт» сроком до 30 июня 2023 года. Дебютировал в австрийской Бундеслиге 31 июля в матче против клуба «Адмира Ваккер Мёдлинг». Свой первый гол в Бундеслиге забил 16 октября в матче против венского «Рапида». В феврале 2023 года контракт Аманды с «Аустрией Клагенфурт» был расторгнут по обоюдному согласию сторон.
28 февраля 2023 года Аманда вернулся в «Уайткэпс 2». По окончании сезона 2023 в MLS Next Pro «Уайткэпс 2» отклонил опцию продления контракта Аманды.